# بولص شحادة
بولص شحادة (1882 - 1943)، أديب وشاعر وصحفي فلسطيني في عهد الانتداب البريطاني، ساهم في الحركة الوطنية الفلسطينية في معظم أدوارها ما بين الحربين العالميتين، ولد في مدينة رام الله. من مؤلفاته كتاب «تاريخ القدس» بالاشتراك مع الدكتور خليل طوطح سنة 1920

## النشأة
تلقى تعليمه في مدرسة صهيون بالقدس ثم تابع دراسته في مدرسة الشباب التي عرفت فيما بعد بالكلية الإنجليزية. أسس جريدة مرآة الشرق في القدس يوم 17-09-1919 وهي جريدة يومية سياسية اجتماعية تصدر باللغتين العربية والإنجليزية واستمرت بالصدور لغاية الإغلاق على أيدي السلطات البريطانية، التي قررت في سنة 1939 تعطيلها بصورة نهائية لنشرها قصيدة شعرية تحث على الثورة والتمرد على سياسة الانتداب. وقد حضر المؤتمر العربي الفلسطيني السابع سنة 1928.
طالب بإسقاط السلطان عبد الحميد مما أدى إلى الحكم عليه سنة 1907، فهرب إلى القاهرة وعمل هناك في الصحافة، وكتب في بعض الصحف مثل صحيفة المقتطف ومجلة الزهور المملوكة لصديقه أنطون الجميل.
وقد كان ينتمي إلى كنيسة مار اندراوس الأسقفية العربية في رام الله وكان عضوا فاعلا في مجمعها الكنسي. عاد بولص شحادة إلى فلسطين بعد الإعلان عن إعادة العمل بالدستور العثماني سنة 1908، ونشط في حقلي الصحافة والتعليم، كما انخرط في "جمعية الاتحاد والترقّي". وعيّن معلماً في المدرسة الأرثوذكسية في بيت لحم، ثم صار يديرها إلى إعلان الحرب العالمية الأولى سنة 1914. وفي ذلك العام، عُيّن كاتباً لدى الجيش العثماني في بئر السبع، ودرّس في المدرسة الرشيدية في القدس خلال الفترة (1919-1922). وفي عام 1934 اشترك في تأسيس حزب الدفاع الوطني وأصبحت سياسته أكثر جرأة في مهاجمة البريطانيين والصهيونيين معا.

## عائلته
تزوج من ماري شحادة ناشطة نسوية واجتماعية في تلك الفترة، كتبت في جريدة مرآة الشرق، وتولت مسؤولية البرامج الأدبية في إذاعة القدس. عمل أخوه «سليم شحادة» قاضياً في المحكمة المركزية في يافا وتقاعد عام 1946، وعمل ابنه فؤاد شحادة بالمحاماة وتولى عام 1994 منصب نائب نقيب المحامين الأردني.

## وفاته
توفي سنة 1943 ودفن في المقبرة الكبيرة برام الله. وسمي، شارعاً باسمه بالقرب من مدرسة بنات رام الله الثانوية.